# Olympische Sommerspiele 2024/Tennis
Bei den Olympischen Spielen 2024 in Paris wurden vom 27. Juli bis 4. August 2024 fünf Wettbewerbe im Tennis ausgetragen. Diese umfassten jeweils ein Einzel für Damen und Herren sowie Doppelkonkurrenzen für Damen, Herren und ein Mixed. Die Wettbewerbe fanden im Stade Roland Garros statt. Die Auslosung fand am 25. Juli 2024 um 11:00 Uhr statt.
Der Weltranglistenerste Jannik Sinner konnte wegen einer Mandelentzündung nicht an den Spielen teilnehmen. Angelique Kerber beendete ihre Karriere nach den Spielen.

## Zeitplan
| Datum        | Sa. 27.  | So. 28.  | Mo. 29.      | Di. 30.       | Di. 30.       | Mi. 31.       | Do. 1.        | Fr. 2.           | Sa. 3.  | So. 4.           |
| ------------ | -------- | -------- | ------------ | ------------- | ------------- | ------------- | ------------- | ---------------- | ------- | ---------------- |
| Herreneinzel | 1. Runde | 1. Runde | 2. Runde     | 2. Runde      | 2. Runde      | Achtelfinale  | Viertelfinale | Halbfinale       | Platz 3 | Finale           |
| Herrendoppel | 1. Runde | 1. Runde | Achtelfinale | Viertelfinale | Viertelfinale | Halbfinale    |               | Platz 3          | Finale  |                  |
| Dameneinzel  | 1. Runde | 1. Runde | 2. Runde     | Achtelfinale  | Achtelfinale  | Viertelfinale | Halbfinale    | Platz 3          | Finale  |                  |
| Damendoppel  | 1. Runde | 1. Runde | Achtelfinale | Achtelfinale  | Viertelfinale | Viertelfinale | Halbfinale    |                  |         | Platz 3 / Finale |
| Mixed        |          |          | Achtelfinale | Achtelfinale  | Achtelfinale  | Viertelfinale | Halbfinale    | Platz 3 / Finale |         |                  |

## Bilanz

### Medaillenspiegel
| Platz  | Land                           | Gold | Silber | Bronze | Gesamt |
| ------ | ------------------------------ | ---- | ------ | ------ | ------ |
| 1      | China                          | 1    | 1      | —      | 2      |
| 2      | Italien                        | 1    | —      | 1      | 2      |
| 3      | Australien                     | 1    | —      | —      | 1      |
| 3      | Serbien                        | 1    | —      | —      | 1      |
| 3      | Tschechien                     | 1    | —      | —      | 1      |
| 6      | Spanien                        | —    | 1      | 1      | 2      |
| 6      | Vereinigte Staaten             | —    | 1      | 1      | 2      |
| 8      | Individuelle Neutrale Athleten | —    | 1      | —      | 1      |
| 8      | Kroatien                       | —    | 1      | —      | 1      |
| 10     | Kanada                         | —    | —      | 1      | 1      |
| 10     | Polen                          | —    | —      | 1      | 1      |
| Gesamt | Gesamt                         | 5    | 5      | 5      | 15     |

### Medaillengewinner
| Disziplin    | Gold                                      | Silber                                                        | Bronze                                         |
| ------------ | ----------------------------------------- | ------------------------------------------------------------- | ---------------------------------------------- |
| Herreneinzel | Novak Đoković (SRB)                       | Carlos Alcaraz (ESP)                                          | Lorenzo Musetti (ITA)                          |
| Dameneinzel  | Zheng Qinwen (CHN)                        | Donna Vekić (CRO)                                             | Iga Świątek (POL)                              |
| Herrendoppel | AustralienMatthew Ebden John Peers        | Vereinigte StaatenAustin Krajicek Rajeev Ram                  | Vereinigte StaatenTaylor Fritz Tommy Paul      |
| Damendoppel  | ItalienSara Errani Jasmine Paolini        | Individuelle Neutrale AthletenMirra Andrejewa Diana Schneider | SpanienCristina Bucșa Sara Sorribes Tormo      |
| Mixed        | TschechienKateřina Siniaková Tomáš Macháč | ChinaWang Xinyu Zhang Zhizhen                                 | KanadaGabriela Dabrowski Félix Auger-Aliassime |

## Ergebnisse

### Herren

#### Einzel
| Platz | Land               | Spieler               |
| ----- | ------------------ | --------------------- |
| 1     | Serbien            | Novak Đoković         |
| 2     | Spanien            | Carlos Alcaraz        |
| 3     | Italien            | Lorenzo Musetti       |
| 4     | Kanada             | Félix Auger-Aliassime |
| 5     | Griechenland       | Stefanos Tsitsipas    |
| 5     | Deutschland        | Alexander Zverev      |
| 5     | Norwegen           | Casper Ruud           |
| 5     | Vereinigte Staaten | Tommy Paul            |

#### Doppel
| Platz | Land               | Spieler                            |
| ----- | ------------------ | ---------------------------------- |
| 1     | Australien         | Matthew Ebden John Peers           |
| 2     | Vereinigte Staaten | Austin Krajicek Rajeev Ram         |
| 3     | Vereinigte Staaten | Taylor Fritz Tommy Paul            |
| 4     | Tschechien         | Tomáš Macháč Adam Pavlásek         |
| 5     | Deutschland        | Dominik Koepfer Jan-Lennard Struff |
| 5     | Großbritannien     | Daniel Evans Andy Murray           |
| 5     | Spanien            | Carlos Alcaraz Rafael Nadal        |
| 5     | Deutschland        | Kevin Krawietz Tim Pütz            |

### Damen

#### Einzel
| Platz | Land               | Spielerin                 |
| ----- | ------------------ | ------------------------- |
| 1     | China              | Zheng Qinwen              |
| 2     | Kroatien           | Donna Vekić               |
| 3     | Polen              | Iga Świątek               |
| 4     | Slowakei           | Anna Karolína Schmiedlová |
| 5     | Vereinigte Staaten | Danielle Collins          |
| 5     | Deutschland        | Angelique Kerber          |
| 5     | Tschechien         | Barbora Krejčíková        |
| 5     | Ukraine            | Marta Kostjuk             |

#### Doppel
| Platz | Land                           | Spielerinnen                          |
| ----- | ------------------------------ | ------------------------------------- |
| 1     | Italien                        | Sara Errani Jasmine Paolini           |
| 2     | Individuelle Neutrale Athleten | Mirra Andrejewa Diana Schneider       |
| 3     | Spanien                        | Cristina Bucșa Sara Sorribes Tormo    |
| 4     | Tschechien                     | Karolína Muchová Linda Nosková        |
| 5     | Chinesisch Taipeh              | Hsieh Su-wei Tsao Chia-yi             |
| 5     | Großbritannien                 | Katie Boulter Heather Watson          |
| 5     | Ukraine                        | Ljudmyla Kitschenok Nadija Kitschenok |
| 5     | Tschechien                     | Barbora Krejčíková Kateřina Siniaková |

### Mixed
| Platz | Land               | Spieler/in                               |
| ----- | ------------------ | ---------------------------------------- |
| 1     | Tschechien         | Kateřina Siniaková Tomáš Macháč          |
| 2     | China              | Wang Xinyu Zhang Zhizhen                 |
| 3     | Kanada             | Gabriela Dabrowski Félix Auger-Aliassime |
| 4     | Niederlande        | Demi Schuurs Wesley Koolhof              |
| 5     | Japan              | Ena Shibahara Kei Nishikori              |
| 5     | Vereinigte Staaten | Coco Gauff Taylor Fritz                  |
| 5     | Italien            | Sara Errani Andrea Vavassori             |
| 5     | Australien         | Ellen Perez Matthew Ebden                |

## Qualifikation
Folgende Nationen konnten sich qualifizieren:
| Nation                         | Männer | Männer | Frauen | Frauen | Mixed  | Quotenplätze |
| Nation                         | Einzel | Doppel | Einzel | Doppel | Doppel | Quotenplätze |
| ------------------------------ | ------ | ------ | ------ | ------ | ------ | ------------ |
| Ägypten                        |        |        | 1      |        |        | 1            |
| Argentinien                    | 4      | 2      | 2      | 1      | 1      | 10           |
| Australien                     | 4      | 2      | 1      | 2      | 1      | 10           |
| Belgien                        | 1      | 1      |        |        |        | 2            |
| Brasilien                      | 2      | 1      | 2      | 1      | 1      | 7            |
| Bulgarien                      |        |        | 1      |        |        | 1            |
| Chile                          | 3      | 1      |        |        |        | 4            |
| China                          | 1      |        | 4      | 2      | 1      | 8            |
| Chinesisch Taipeh              |        |        |        | 2      |        | 2            |
| Dänemark                       |        |        | 2      |        |        | 2            |
| Deutschland                    | 4      | 2      | 4      | 2      | 1      | 13           |
| Frankreich                     | 4      | 2      | 4      | 2      | 1      | 13           |
| Griechenland                   | 1      | 1      | 1      | 1      | 1      | 5            |
| Großbritannien                 | 3      | 2      | 1      | 1      | 1      | 8            |
| Indien                         | 1      | 1      |        |        |        | 2            |
| Individuelle Neutrale Athleten | 3      | 1      | 3      | 2      | 1      | 10           |
| Italien                        | 4      | 2      | 3      | 2      | 1      | 12           |
| Japan                          | 2      | 1      | 2      | 1      | 1      | 7            |
| Kanada                         | 2      | 1      | 2      | 1      | 1      | 7            |
| Kasachstan                     | 2      | 1      | 2      |        |        | 5            |
| Kolumbien                      |        |        | 1      |        |        | 1            |
| Kroatien                       |        | 1      | 2      |        |        | 3            |
| Lettland                       |        |        | 1      |        |        | 1            |
| Libanon                        | 2      | 1      |        |        |        | 3            |
| Montenegro                     |        |        | 1      |        |        | 1            |
| Neuseeland                     |        |        |        | 1      |        | 1            |
| Niederlande                    | 2      | 2      | 1      | 1      | 1      | 7            |
| Norwegen                       | 1      |        |        |        |        | 1            |
| Österreich                     | 1      |        | 1      |        |        | 2            |
| Polen                          |        |        | 3      | 1      |        | 4            |
| Portugal                       | 1      | 1      |        |        |        | 2            |
| Rumänien                       |        |        | 3      | 2      |        | 5            |
| Schweiz                        | 1      |        | 1      |        |        | 2            |
| Serbien                        | 2      |        |        |        |        | 2            |
| Slowakei                       |        |        | 1      |        |        | 1            |
| Spanien                        | 4      | 2      | 2      | 1      | 1      | 10           |
| Tschechien                     | 2      | 1      | 4      | 2      | 1      | 10           |
| Tunesien                       | 1      |        |        |        |        | 1            |
| Ukraine                        |        |        | 4      | 2      |        | 6            |
| Ungarn                         | 2      | 1      |        |        |        | 3            |
| Vereinigte Staaten             | 4      | 2      | 4      | 2      | 1      | 13           |
| Gesamt: 41 NOKs                | 64     | 32     | 64     | 32     | 16     | 208          |